# Sportler des Jahres 1981 (Deutschland)
Die Sportler des Jahres 1981 in der Bundesrepublik Deutschland wurden am 12. Dezember im Hotel Intercontinental in West-Berlin ausgezeichnet, dessen Festsaal sich für die Veranstaltung als zu klein herausstellte. Veranstaltet wurde die Wahl zum 35. Mal von der Internationalen Sport-Korrespondenz (ISK). 793 abstimmende Sportjournalisten bedeuteten eine neue Rekordbeteiligung bei der Wahl. Erstmals seit 1953 war mit Toni Mang wieder ein Motorradrennfahrer „Sportler des Jahres“.
Das musikalische Rahmenprogramm stellte James Last und seine Big Band. Ehrengäste der Veranstaltung waren Fußballbundestrainer Jupp Derwall und die Boxsportlegende Max Schmeling.

## Männer
|     | Sportler                      | Sportart      | Punkte | Erfolge in 1981                                                                              |
| --- | ----------------------------- | ------------- | ------ | -------------------------------------------------------------------------------------------- |
| 1.  | Toni Mang                     | Motorradsport | 2575   | Doppelweltmeister sowohl in der 250-cm³- als auch in der 350-cm³-Klasse                      |
| 2.  | Peter-Michael Kolbe           | Rudern        | 1692   | Weltmeister im Einer                                                                         |
| 3.  | Bernhard Langer               | Golf          | 1145   | Zweiter bei den British Open; Sieger European Tour Order of Merit                            |
| 4.  | Eberhard Gienger              | Gerätturnen   | 0864   | Deutscher Meister im Barren und Pauschenpferd; Europameister im Reck                         |
| 5.  | Paul Schockemöhle             | Springreiten  | 0766   | Europameister im Einzel und mit der Mannschaft                                               |
| 6.  | Karl-Heinz Rummenigge         | Fußball       | 0747   | Europas Fußballer des Jahres, Bundesliga-Torschützenkönig 1980/81                            |
| 7.  | Martin Knosp                  | Ringen        | 0518   | Weltmeister im Freistilringen                                                                |
| 8.  | Michael Groß                  | Schwimmsport  | 0394   | Europameister über 200 m Schmetterling                                                       |
| 9.  | Pasquale Passarelli           | Ringen        | 0371   | Deutscher Meister, Welt- und Europameister im Bantamgewicht                                  |
| 10. | Andreas Nischwitz Tina Riegel | Eiskunstlauf  | 0289   | Bronzemedaille bei den Weltmeisterschaften, Silber bei den Europameisterschaften im Paarlauf |

Insgesamt wurden 68 Sportler genannt.

## Frauen
|     | Sportlerin       | Sportart                   | Punkte | Erfolge in 1981                                                                                               |
| --- | ---------------- | -------------------------- | ------ | --- |
| 1.  | Ulrike Meyfarth  | Leichtathletik             | 1213   | Deutsche Meisterin im Hochsprung, Verbesserung des deutschen Rekords auf 1,96 m, Siege im Europa- und Weltcup |
| 2.  | Cornelia Hanisch | Fechten                    | 1109   | Weltmeisterin mit dem Florett                                                                                 |
| 3.  | Ute Enzenauer    | Radsport                   | 0506   | Weltmeisterin im Straßenrennen                                                                                |
| 4.  | Sylvia Hanika    | Tennis                     | 0408   | Finalistin der French Open                                                                                    |
| 5.  | Ulrike Deppe     | Kanu                       | 0366   | Weltmeisterin im Kanuslalom                                                                                   |
| 6.  | Carmen Rischer   | Rhythmische Sportgymnastik | 0294   | |
| 7.  | Sabine Everts    | Leichtathletik             | 0239   | Deutsche Mehrkampfmeisterin                                                                                   |
| 8.  | Claudia Kohde    | Tennis                     | 0121   | Siegerin der WTA Kitzbühel im Einzel und im Doppel (mit Eva Pfaff)                                            |
| 9.  | Petra Ernert     | Rollkunstlauf              | 0094   | Welt- und Europameisterin                                                                                     |
| 10. | Ursula Kamizuru  | Tischtennis                | 0074   | Deutsche Meisterin, Achtelfinale bei der Tischtennisweltmeisterschaft 1981                                    |

Insgesamt wurden 35 Sportlerinnen genannt.

## Mannschaften
|     | Sportler                                                   | Sportart       | Punkte | Erfolge in 1981                                        |
| --- | ---------------------------------------------------------- | -------------- | ------ | ------------------------------------------------------ |
| 1.  | Wasserballnationalmannschaft                               | Wasserball     | 1239   | Europameister                                          |
| 2.  | Juniorennationalmannschaft                                 | Fußball        | 1172   | Juniorenweltmeister                                    |
| 3.  | Zehnkampf-Quartett (Hingsen, Kratschmer, Rizzi, Wentz)     | Leichtathletik | 0691   | Europacup-Sieger im Zehnkampf                          |
| 4.  | Hockeynationalmannschaft der Damen                         | Hockey         | 0633   | Feldhockey-Weltmeister und Hallenhockey-Europameister  |
| 5.  | Biathlonstaffel (Bernreiter, Schweiger, Angerer, Fischer)  | Biathlon       | 0226   | Vizeweltmeister                                        |
| 6.  | Springreiter-Equipe (Koof, Luther, Schockemöhle, Wiltfang) | Springreiten   | 0219   | Europameister                                          |
| 7.  | FC Bayern München                                          | Fußball        | 0166   | Deutscher Meister                                      |
| 8.  | TuS Nettelstedt                                            | Handball       | 0150   | DHB-Pokalsieger, Sieger im Europapokal der Pokalsieger |
| 9.  | Fecht-Club Tauberbischofsheim                              | Fechten        | 0083   |                                                        |
| 10. | BSC Saturn Köln                                            | Basketball     | 0049   | Deutscher Meister und Pokalsieger                      |